# Blauvogel – Wahlsohn der Irokesen
Blauvogel – Wahlsohn der Irokesen ist ein Buch von Anna Müller-Tannewitz, welches 1950 im Verlag Neues Leben erschien. Die Autorin Anna Müller-Tannewitz veröffentlichte das Buch unter dem Pseudonym Anna Jürgen. Dieses Pseudonym benutzte sie für keines ihrer weiteren Werke, welche zumeist unter ihrem bürgerlichen Namen erschienen.

## Zusammenfassung
Der Roman beschreibt anhand der fiktiven Gestalt „Blauvogel“ das Leben der weißen Grenzer und der Indianer in der Mitte des 18. Jahrhunderts. „Blauvogel“ ist ein weißer Junge, der von Indianern geraubt wird und unter ihnen aufwächst. Er erkennt die Wahrheit über die weißen Siedler und die Indianer. Nach seiner erzwungenen Rückkehr zu seiner weißen Familie ist er aber nicht mehr dazu in der Lage, wieder in ihre Welt zurückzukehren. Er erkennt sie als falsch und geht freiwillig zurück zu den Indianern, weil er unter den Weißen nicht mehr klarkommt.
Das Buch spielt in Nordamerika zur Zeit des Kampfes zwischen Briten und Franzosen in der Mitte des 18. Jahrhunderts um die Vorherrschaft im Gebiet zwischen dem Ohio und dem Eriesee. Georg Ruster ist der neunjährige Sohn weißer Siedler im Grenzland zu den Indianern. Sein Leben ist geprägt von ständiger Arbeit und dem Kampf gegen indianische Überfälle. Von den Indianern weiß er nur wenig und gemäß der ihm von seinen Eltern vermittelnden Welt hält er sie nur für primitive Wilde, welche man vernichten muss.
Im Verlauf der Geschichte wird er jedoch von Indianern entführt. Er soll anstatt eines verstorbenen Jungen als Sohn aufgenommen werden. Im Indianerdorf „Wiesenufer“ macht er seine ersten Erfahrungen unter den Irokesen, bei denen er gelandet ist. Er wird von den Indianerkindern massiv gemobbt, kennt nicht ihre Sprache und scheitert bei allem, was sie spielen und können. Nur seine Freundin Malia, welche gebrochen Englisch spricht, hilft ihm über die anfänglichen Probleme hinweg. Sein Intimfeind „Schielender Fuchs“ von den im Dorf anwesenden Delawaren macht ihm zusätzlich das Leben schwer. Er erschießt auch einen Hund, den Georg in Erinnerung an den Familienhund der Rusters lieb gewonnen hatte. Georg versucht von den herzlosen Indianern zu fliehen, verirrt sich und wird von seinem zukünftigen Adoptivvater im Wald gefunden.
Mit ihm und Malia, die seine Adoptivschwester wird, wandert er nach „Fruchtbare Erde“. Dort wird er, der langsam die Sprache und Gewohnheiten der Irokesen annimmt, heimisch. Zahlreiche Ereignisse lassen ihn tief in die Welt der Indianer eintauchen und jeden weiteren Fluchtgedanken verschwinden. Die bisher für ihn heile Welt der weißen Grenzer wird für ihn zunehmend unverständlich und bricht letztendlich gewaltsam zusammen. Er erkennt die Lügen und Vorurteile der Grenzer und er ergibt sich der naturverbundenen Welt der Indianer. Er erkennt, dass die Indianer die wahren Eigentümer des Landes sind und dass sie ein viel größeres Wissen über das Land und seine Natur haben.
Als er einige Jahre später zu seinen weißen Verwandten zurückkehren muss, da sich nur so ein Krieg seines Stammes mit den Briten verhindern lässt, ist ihm deren Welt völlig fremd geworden. Ihre Gefühllosigkeit und Verachtung der Indianer ist für ihn nicht mehr begreiflich. Blauvogel wendet sich ab und geht freiwillig zurück zu seinen Adoptiveltern.

## Handlung
Im Jahr 1755 ist Nordamerika noch weitgehend von Weißen unbesiedelt. Jedoch haben sich die Engländer an der Ostküste festgesetzt und die Franzosen beanspruchen ein Gebiet vom heutigen Kanada, rund um die Großen Seen über das Ohio-Tal bis hinunter zur Mündung des Mississippi in den Golf von Mexiko. Engländer und Franzosen kämpfen um die Vorherrschaft in Nordamerika. Blauvogels Geschichte spielt im Nordosten der heutigen USA im Gebiet des heutigen Pittsburgh und dem Eriesee, in den heutigen US-Staaten Pennsylvania und Ohio. Georg Ruster, der spätere Blauvogel, lebt in Pennsylvania, im Shawnee-Tal, benannt nach den vertriebenen Shawnee-Indianern, ca. 100 km entfernt von der damaligen „Grenze“ zu den von Frankreich beanspruchten Gebieten, in den Wäldern nördlich von Raystown (dem heutigen Bedford). Frankreich kolonisierte die von ihm beanspruchten Gebiete nicht wie England und siedelte dort keine Franzosen an, so dass die im Gebiet der großen Seen lebenden Indianer, welche hauptsächlich den Irokesen zugeordnet wurden, noch relativ frei leben konnten. Frankreich unterhielt in seinem Gebiet jedoch Militärstützpunkte, Forts und Handelsstationen.
Das Leben der weißen Grenzer ist hart. Immer wieder kommt es zu Überfällen von Indianern im Grenzgebiet, welche für die überfallenen Familien in ihren einzeln stehenden Farmen häufig tödlich enden. Auch sonst ist ihr Leben von harter Arbeit bestimmt. Sie roden die Wälder in diesem Hügelland, den westlichen Vorläufern der Appalachen, um Ackerland zu gewinnen, und sind so von früh bis spät mit schwerer körperlicher Arbeit beschäftigt.
Der Roman beginnt mit einem Überfall von Indianern auf die Farm der Familie des neunjährigen Georg im Jahr 1755. Diese besteht aus ihm, seinem jüngeren Bruder Peter, zwei älteren Schwestern, Vater John sowie dem älteren Bruder Andreas. Sein Vater und sein Bruder Andreas sind als Mitglied einer Miliz zum Zeitpunkt des Indianerüberfalls abwesend. Sie reiten umher, um die Farmen zu schützen. Nur mit letzter Kraft gelingt es der Familie, den Angriff auf ihre Siedlerhütte und die Brandpfeile auf deren Dach abzuwehren, wobei sich Georg auszeichnet. Die Abwehr gelingt jedoch nur, weil die Miliz noch rechtzeitig die Farm erreichen kann. Georg findet einen Tomahawk der angreifenden Indianer und gibt ihn Andreas. Der erkennt ein Symbol auf dem Schaft. Es zeigt ein ovales Rund mit sechs Punkten. „Der Tomahawk hat einem Mann aus der Schildkrötenfamilie gehört“, meint Andreas bedächtig. In der Familie von Georg Ruster werden abwertende Meinungen über Indianer geteilt, wie auch das Vorurteil, dass „diese Indianerhorden“ ihnen von den Franzosen auf den Hals gehetzt werden. General Braddock sei jedoch im Anmarsch, um die Franzosen und vor allem die mit ihnen verbündeten Irokesen aus dem Ohiotal, welches sich hinter der Grenze befindet, zu vertreiben.
Alle setzen auf General Braddock, der die Indianer und Franzosen verjagen und die Grenze weiter nach Westen verschieben soll. Hier ergibt sich allerdings ein Problem. Die Milizversammlung hat beschlossen, dass jeder Haushalt der Grenzer zwei Mann zur Wegebauabteilung stellen muss, um General Braddock und seinen Versorgungstruppen den Weg durch die unerschlossene Wildnis zu bahnen. Da Georg sich tapfer geschlagen hat, wird entschieden, dass nicht sein eigentlich für die Familie unabkömmlicher Vater, sondern er, der Neunjährige, zusammen mit seinem älteren Bruder Andreas zur Wegebauabteilung gehen muss. Er wird dort als Meldereiter eingesetzt. Dieser vorhergehende Bautrupp überschreitet die Grenze zum Indianerland, um General Braddock einen Weg zum französischen Fort Du Quesne, dem heutigen Pittsburgh, zu bauen.
Auf einem Melderitt zwischen den Holzfällern der Wegebauabteilung und den ihnen folgenden Versorgungstruppen wird Georg von einigen im Hinterhalt lauernden Indianern angegriffen. Sein Begleiter sowie sein Pferd werden getötet und er gerät in die Gefangenschaft von Indianern. Diese bringen Georg, der durch den Sturz vom getöteten Pferd am Knöchel verwundet ist, nach Fort Du Quesne. Hier wird er von den Franzosen, aber mehr noch von einem leidlich Englisch sprechenden Indianer gepflegt. Georg begreift es noch nicht, aber er erfährt, dass er den Indianern ausgeliefert wird und an Stelle eines verstorbenen Sohns in einem Stamm aufgenommen werden soll. Er setzt aber auf General Braddock und hofft, bald befreit zu werden. Die Franzosen siegen aber in der Schlacht am Monongahela zusammen mit den mit ihnen verbündeten Indianern über Braddocks Milizen. Georg bekommt nun auch mit, wie die Indianer, hauptsächlich Lenape, ihre Gefangenen zu Tode martern. Georg rechnet damit, dass auch ihm dieses Schicksal zugedacht ist.
Der Indianer, der ihn pflegte, nimmt ihn nun mit auf eine Bootsreise. Tagelang geht es erst den Ohio hinab und dann einen breiten Nebenfluss (Scioto River?) in Richtung Norden wieder flussaufwärts. Nach vier Tagen erreichen sie das Indianerdorf „Wiesenufer“. Georg ist erstaunt, als er die großen Felder mit Mais, Sonnenblumen, Kürbissen und Tabak sowie die Langhäuser des Dorfes erblickt. Hier wird er von der Ehefrau des Indianers freundlich in Empfang genommen und in die indianische Welt eingeführt. Er versteht zwar kein Wort, begreift aber, dass die Frau es gut mit ihm meint. Nach anfänglichen Problemen, über die ihm auch ein nur wenig älteres Mädchen mit dem Namen Malia hinweghilft, welche einige Brocken Englisch spricht, lebt er sich ein, schmiedet allerdings ständig Fluchtpläne. Zu seinem Entsetzen muss er aber auch erkennen, dass er sich beim Clan der Schildkröten befindet, jenem Clan, der sein Elternhaus überfiel. Malia spricht ein wenig englisch und hilft ihm, die Sprache der Irokesen, bei denen er sich befindet, zu erlernen. Er erfährt, dass sie die Nichte des Indianers ist, der ihn herbrachte. Vieles in dieser neuen Welt ist für ihn unvorstellbar, so wie der Fakt, dass alle Lebensmittelvorräte allen gehören und er sich aus jedem Kessel bedienen kann, wie er will. Es kann sich auch jeder des Hauses an den Vorräten des Clans bedienen, nicht nur an den eigenen. Dies führt erstmals zum Konflikt mit seinen Vorstellungen von Eigentum und Diebstahl.
Er erfährt, dass Malias Onkel „Rauchiger Tag“ und seine Frau „Rundliche Wolke“ heißen. Die beiden haben keine eigenen Kinder und sind Georg gegenüber strenge Erzieher. Georg erlernt langsam das Bogenschießen und beginnt Irokesisch zu sprechen und zu verstehen. Er klammert sich aber auch an Malia, denn nur mit ihr kann er sich wirklich austauschen. Jedoch tituliert sie ihn immer wieder als „Dummkopf“, wenn er etwas falsch macht oder falsch redet.
Georg erlernt langsam die Spiele der Irokesenkinder. Hierbei hat er große Probleme. Da er weder deren Spiele noch die Regeln dazu kennt, zudem auch noch mangels Erfahrung bei ihnen sehr unbeholfen und ungeschickt agiert, wird er zur Zielscheibe von Hohn und Spott der Kinder. Es gibt aber auch positives. Bisher nur die arbeitsreichen Tage der Grenzer gewöhnt, ist er nun verblüfft, wie entspannt und ruhig das Leben der Indianer und hier insbesondere der Kinder ist. Zu Hause waren Prügel und Schläge an der Tagesordnung, bei den Indianern gibt es sie gar nicht. Einen Freund gewinnt er in dem Hund „Schnapp“. Er gibt ihm wegen der Ähnlichkeit mit dem Hund seiner Familie dessen Namen. Beide werden unzertrennlich.
Bei den Spielen der Kinder macht Georg sich „Schielender Fuchs“ zum Feind. „Schielender Fuchs“ ist ein Lenape (auch Delawaren genannt). Diese wohnen als Gäste am Rand des Dorfes und leben weniger vom Ackerbau als von der Jagd und dem ständigen Kampf mit den weißen Siedlern. Die Lenape sind Flüchtlinge. Ihre Heimat liegt am Atlantik, von dem sie durch weiße Siedler vertrieben wurden. „Schielender Fuchs“ ärgert Georg, wo er nur kann und er erschießt eines Tages sogar Schnapp, wofür ihn Georg gewaltig verprügelt. Die Tat des „Schielenden Fuchs“ nährt seine Vorurteile gegenüber den Indianern als blutiges gefühlloses Pack und er unternimmt seinen schon länger geplanten ersten Fluchtversuch. Er verirrt sich jedoch recht schnell im Wald und wird von einem ihm fremden Indianer gefunden. Dieser trägt den Erschöpften zurück ins Dorf, wo er von „Rauchiger Tag“ überraschend verständnis- und liebevoll empfangen wird. „Rauchiger Tag“ schenkt ihm einen kleinen Hund, der dem toten Schnapp sehr ähnlich sieht, und niemand verliert ein Wort über seinen Fluchtversuch.
Georg erfährt nun auch, dass der fremde Indianer Malias Vater und ein Häuptling ist, der gekommen ist, um seine Tochter mit nach Hause zu nehmen, welche in „Wiesenufer“ nur zu Besuch war. Die Angst, von Malia getrennt zu werden, ist groß, doch dann erfährt er, dass sie zusammenbleiben werden, denn der Häuptling ist es, der ihn als seinen Sohn adoptieren will. Georg ist glücklich, denn so kann er, der inzwischen gebrochen irokesisch spricht und die Gewohnheiten der Indianer erlernt, „Schielender Fuchs“ und andere, ihn schikanierende Indianerkinder, die sich über seine Missgeschicke bei den indianischen Spielen lustig machen, zurücklassen.
Er folgt seinem Adoptivvater „Kleinbär“ und Malia auf eine lange Wanderung zu ihrem Dorf „Fruchtbare Erde“. Diese lange Wanderschaft weit über hundert Kilometer zeigt Georg das gewaltige Ausmaß des Siedlungsgebiets der Irokesen. Er gelangt an die östlichen Ausläufer der Prärien und sieht erstmals die unendlichen Weiten dieses Graslandes. Georg gelangt im Gebiet des heutigen Clevelands zum Eriesee und nimmt auch diese Eindrücke in sich auf, denn für ihn ist dieser See gewaltig und endlos. Sie erreichen letztlich das Irokesendorf „Fruchtbare Erde“, welches sich nicht einmal 100 km von Fort du Quesne und seiner alten Heimat entfernt befindet, was Georg aber nicht weiß.
Auf der Wanderung schult ihn „Kleinbär“ und Georg erfährt nicht nur die Prinzipien der indianischen Gastfreundschaft. „Kleinbär“ kann kein Englisch und so ist Georg gezwungen, mit ihm Irokesisch zu sprechen, was ihm zunehmend leichter fällt. Hilfreich ist, dass „Kleinbär“ etwas besitzt, was „Rauchiger Tag“ und Malia fehlte: Geduld. Georg beginnt die Welt der Indianer zu begreifen und in sich aufzunehmen. Ihre lebende Geisterwelt, ihre Prinzipien und ihre Naturverbundenheit nimmt er fast unbewusst in sich auf, dabei steht dies alles im krassen Gegensatz zu der Welt der Grenzer, welche ihm aber zunehmend unverständlich und fremd wird. Ohne dass Georg es bewusst erkennt, wird aus ihm „Blauvogel“, der Indianer. Sein altes Elternhaus rückt zurück und beginnt zu verblassen.
Das Dorf „Fruchtbare Erde“ liegt am Biberfluss und auch hier besteht es aus einer Siedlung von Irokesen mit ihren Langhäusern und am Rande aus einer Gruppe von Hütten der Lenape. Georg fühlt sich hier geborgen. Er lernt seine Adoptivmutter „Mittagsonne“ kennen, welche ihn sofort in ihr Herz schließt. Auch die übrigen Bewohner des Langhauses akzeptieren ihn voll und Georg wird zunehmend nun endgültig zu Blauvogel, einem allseits integrierten Bestandteil einer großen Familie. Blauvogel erkennt, dass diese Indianer ähnliche Probleme, Nöte, aber auch Freuden haben, wie alle anderen ihm bisher bekannten Menschen. Seine Fluchtpläne überdenkt er zwar immer noch gewohnheitsmäßig, aber das alte Elternhaus und die Welt der Grenzer verblassen, da sie so gar nicht zu den von ihm nun erlebten Erfahrungen mehr passen wollen. In „Fruchtbare Erde“ findet er auch unter den Indianerkindern Freunde wie „Rehkalb“. Längst ist er in ihren Spielen nicht mehr ungeschickt und auch die Sprache der Irokesen ist ihm nicht mehr fremd.
Immer tiefer taucht er nun in die Welt der Indianer ein. Deren naturverbundener Glauben erschließt sich ihm dank den logischen Erklärungen seiner neuen Eltern, und er nimmt ihre Riten langsam an. Ohne dass es ihm bewusst ist, wird er in die Welt der Irokesen integriert. Selbst als sein Feind „Schielender Fuchs“ im Indianerdorf auftaucht, kommt dieser nicht mehr zum Zuge, denn die Irokesenkinder stehen ihm, Blauvogel, bei.
Im neuen Jahr geht Kleinbär zusammen mit Blauvogel und dem darum bettelnden „Schielenden Fuchs“ auf die Jagd. Sie bleibt ergebnislos. Auf dem Rückmarsch nutzt „Schielender Fuchs“ jedoch Blauvogels Interesse an einer ihren Weg kreuzenden Fährte im tiefen Schnee, um seine und die Spur Kleinbärs mit einem Ast zu verwischen. Blauvogel verliert ihre Spur und verirrt sich. In einem hohlen Baum kann er sich vor dem aufkommenden Schneesturm zwar noch in Sicherheit bringen, hat danach aber jede Orientierung verloren und sein Unterschlupf wird zugeweht. In seinen Gedanken ist er nur noch bei seinen indianischen Adoptiveltern. Als der Sturm nachlässt, gelingt es ihm, den Schnee vor seinem Unterschlupf mit letzter Kraft zu beseitigen, und sein Hund Schnapp hilft ihm, den Weg zurück ins Dorf zu finden. Im Dorf angekommen, bricht er zusammen. Der Suchtrupp nach ihm war zwar gerade abmarschbereit, hatte aber nur wenig Hoffnung, ihn noch lebend zu finden. Kleinbär ist voller Stolz ob der Leistung seines Sohnes, mit der er sich selbst rettete, jedoch erkrankt Blauvogel schwer an einer Lungenentzündung und ist lange geschwächt.
„Schielender Fuchs“ hingegen zeigt Reue und erkundigt sich täglich nach Blauvogels Befinden. Beide leisten sich unbewusst Abbitte und begraben ihre Feindschaft. Blauvogel erfährt nun auch die Geschichte der Lenape, welche dereinst am östlichen Salzmeer siedelten, aber von den Weißen vertrieben wurden. Blauvogel beginnt zu verstehen, warum die Lenape die weißen Siedler bekämpfen. Sie wollen nur ihr Land zurück! Georgs heile Welt der Siedler bricht zunehmend zusammen, und er begreift, dass da etwas nicht in Ordnung ist mit den Leuten von Raystown, oder Philadelphia und dessen Bewohnern …
Er kränkelt im folgenden Jahr noch lange, aber zu Beginn seines zweiten Jahres bei den Irokesen ist er völlig genesen. Seine Fluchtgedanken hat er zwar noch nicht vergessen, aber ernsthaft verfolgt er sie nicht mehr. Er taucht völlig ein in die Welt der Indianer, und sein Elternhaus rückt in weite Ferne. Er nimmt die Rituale der Indianer in sich auf, erlebt die Ahornsafternte, die tatsächlich eine Zuckerernte ist, er erlernt den Fischfang mit Schleusen, aber auch die Feldarbeit. Die Irokesen bauen Mais, Sonnenblumen und Kürbisse an, jedoch nicht in der Hast der weißen Siedler, welche immer nur mehr Land bebauen wollen, um noch reicher zu werden. Auch geht die Arbeit bei den Indianern viel schneller, da nicht jede Familie für sich, sondern alle Mitglieder des Clans gemeinsam die Arbeit verrichten.
Die Krieger der Lenape gehen inzwischen auf den Kriegspfad. Als Blauvogel fragt, wohin sie gehen, erfährt er vom Großvater seines Clans, Weißhaar, dass sie in seine fast vergessene Heimatwelt aufbrechen. Weißhaar ist ein Shawnee, der, genau wie er selbst, in den Stamm aufgenommen wurde. Blauvogels ehemalige Familie siedelt im Shawnee-Tal, aus dem man die ursprünglichen Bewohner und Eigentümer, die Shawnee, vertrieben hatte. Blauvogel beginnt nun endgültig zu begreifen, was die Lenape zu ihren Kriegszügen treibt.
Außerhalb des Dorfes kommt es aber zu Veränderungen. Die weißen Händler zahlen jedes Jahr schlechtere Preise für die Felle, welche die Indianer ihnen liefern, jedoch verdoppeln sie die Preise für Pulver, Blei und Gewehre. Auch werden die Händler zunehmend arroganter und beschimpfen die Indianer. Blauvogel ist entsetzt, als sein von einer Handelsmission zurückkommender Vater ihn um die Übersetzung von ihm bisher unbekannten Wörtern bittet. Es sind jene englischen Schimpfwörter, welche in seinem weißen Elternhaus die normale Bezeichnung für Indianer waren, wie „indianischer Hund“.
Im Herbst zieht sein Vater noch einmal zur Handelsstation, um die Vorräte aufzufrischen, denn die Ernte fiel wegen großer Hitze in dem Jahr sehr schlecht aus. Der Clan begibt sich auf die Wanderschaft zum Salzbach, um Salz zu sieden. Dieser Bach befindet sich schon in der Grenzregion zum weißen Mann. Als die Indianer, zumeist nur Frauen und Kinder, beginnen Salz zu sieden, werden sie plötzlich von weißen Grenzern unter Feuer genommen. Blauvogel und auch seine Adoptivmutter werden verwundet. Andere, wie eine Tante und ihr kleines Kind werden mit dem Gewehrkolben erschlagen oder erschossen. Rehkalb zerrt die Mutter fort, Malia reißt Blauvogel hoch und stützt ihn, weil er am Bein verwundet ist.
Blauvogel erkennt, dass unter den angreifenden Grenzern auch sein Vater und sein Bruder Andreas hätten sein können. Dafür versteht er nun endgültig, warum die Lenape jedes Jahr gegen die weißen Siedler kämpften. Sie vergelten nur, was sie selbst zuerst tausendfach erdulden mussten.
Es bedeutet für Blauvogel nur eine wilde Befriedigung, als sein von der Handelsstation zurückkehrender Adoptivvater mit allen verfügbaren Kriegern zu einem Rachefeldzug an die Grenze aufbricht. Die letzten Fluchtgedanken zerstieben; die Kugeln der Grenzer haben Wunden gerissen, die keine Zeit mehr schließt.
Der Kriegszug ist erfolgreich. Beim Überfall auf eine Proviantkolonne konnte Kleinbär auch das so dringend benötigte Salz erbeuten, jedoch wurde dabei auch viel Schießpulver verbraucht. Blauvogel genest jedoch vorerst nicht. Es bedarf des ganzen Könnens indianischer Medizin und auch des Einsatzes des Medizinmannes, um ihn letztlich wieder auf die Beine zu bringen.
Vor den Indianern steht eine schwere Zeit. Der Winter kommt und zur schlechten Maisernte gesellt sich der Munitionsmangel. Der Häuptling entschließt sich zu einer Bitttour zu den Handelsposten, um Pulver auf Kredit zu erhalten. Blauvogel nimmt sich eines Morgens ein Gewehr und will auf eigene Faust zum Erfolg kommen. Er findet aber keine Ziele, da die verharschte Schneedecke jedem Wild sein Kommen schon von weitem ankündigt. Auf dem Rückweg stürzt er jedoch in eine zugewehte Grube, in welcher er einen Winterschlaf haltenden ungewöhnlich großen braunen Bären findet. Er erschießt ihn mit dem einzigen Schuss, den er hat, kann das schwere Tier aber nicht bewegen. Dazu holte er Hilfe aus dem Dorf, wo er als Held gefeiert wird. Immerhin hat er seinen ersten Bären erlegt und so das Recht errungen, eine Kette aus Bärenkrallen zu tragen. Mit diesem Fleisch war der Hunger in den Langhäusern erst einmal gestillt. Da auch die Jäger des Hirschclans Erfolg haben und vier Bisons erlegen, ist die Ernährung für die nähere Zukunft wieder gesichert. Der Häuptling kommt ohne Erfolg von den Handelsstationen zurück, jedoch haben ihm Indianer eines befreundeten Stammes etwas Pulver geschenkt, so dass man wieder eingeschränkt auf die Jagd gehen kann.
Man erinnert sich jedoch der Zeit vor dem weißen Mann und holt alte Jagdwaffen wieder heraus. So wird der zugefrorene „See ohne Abfluss“ mit Fischspeeren abgefischt. Hierbei lernt Blauvogel einmal mehr vom großen Wissen der Indianer über die Tiere und ihr Verhalten. Letztlich wird der Winter überstanden, der doch nur ein magerer Winter wurde und kein Hungerwinter. Blauvogel versteht es nun, wie alle anderen Indianerjungen, mit Pfeil und Bogen sicher zu treffen, er kennt ihre Jagdmethoden, kann Lockrufe imitieren und hat selbst in „Schielender Fuchs“ einen Freund gefunden. Er gehört zu ihnen und ihrer Welt, und niemand stellt das mehr in Frage.
Die Jahre vergehen. Außerhalb des Dorfes „Fruchtbare Erde“ verändert sich die Welt jedoch bis 1762 (sieben Jahre nach der Gefangennahme des damals nur neunjährigen Georg, der sich inzwischen zum sechzehnjährigen Irokesen Blauvogel entwickelt hat). Die Engländer haben die Franzosen aus Fort Du Quesne vertrieben und nennen es Fort Pitt (heute Pittsburgh). Blauvogel hätte dies längst vergessen, wenn ihn nicht Onkel „Rauchiger Tag“ bei seinen jährlichen Besuchen daran erinnern würde. Die Franzosen wurden letztlich geschlagen und zogen sich nach Kanada zurück. Ihre Verbündeten, die Lenape, sind verzweifelt. Der Indianerführer Pontiac sammelt die Stämme zum Kampf gegen die Engländer und wird letztlich geschlagen. Häuptling Kleinbär sieht sein Scheitern voraus und beteiligt sich mit seinem Stamm nicht an den Kämpfen.
Im nächsten Sommer erscheinen englische Händler im Dorf. Blauvogel missfällt ihr Auftreten, welches so gar nicht zu den inzwischen von ihm verinnerlichten Prinzipien der indianischen Gastfreundschaft passt. Die Händler erkennen ihn als Weißen und bieten ihm an, ihn zu seinen weißen Eltern mitzunehmen. Blauvogel lehnt dies sofort ab und geht, die Händler rufen ihm jedoch hinterher: „Colonel Bouquet holt dich eines Tages doch!“ In der Tat erpresst Colonel Bouquet wenig später die Indianer und fordert die Auslieferung jedes nichtindianischen Stammesmitgliedes. Er droht damit, jeden Stamm zu überfallen, ihre Vorräte zu vernichten und ihre Dörfer und Felder niederzubrennen, wenn dieser Anordnung nicht Folge geleistet wird und lässt sich auch nicht davon umstimmen, dass die Irokesen von Fruchtbare Erde gar nicht Pontiac oder den Franzosen im Kampf gegen die Engländer geholfen haben und somit eigentlich Unbeteiligte sind. Ohnmächtig müssen Blauvogel und seine Familie erkennen, dass man ihn ausliefern muss, will man sonst nicht das ganze Dorf vernichten.
Blauvogel ergibt sich seinem Schicksal und Colonel Bouquet. In seinen Gedanken sucht er nach Erinnerungen an seine frühere Familie und erkennt, dass davon kaum mehr etwas übrig ist. Er hat keine echten Bilder seiner Familie mehr im Kopf und sie bleiben nur Schemen. Nach tagelangen Wanderungen erreichen sie Bedford, das frühere Raystown. Nichts erinnert Blauvogel mehr an diesen Ort. Als er seinem Bruder Andreas als Georg Ruster vorgestellt wird, erkennt er nur einen fremden Menschen und hört einen ihm fremden Namen. Das Englisch fällt ihm schwer, aber er versteht genug, um zu erfahren, dass seine Eltern tot sind. Sie übernachten bei einer Tante in Bedford. Nicht nur das ihm von ihr servierte Essen bleibt ihm in der weißen Welt fremd.
Am nächsten Tag erreichen sie das Elternhaus, aber auch hier ist alles fremd. Die große Buche, den Tummelplatz der gelben Sperlinge, die Blauvogel als eine der letzten Erinnerungen an die alte Heimat noch geblieben ist, hat sein Bruder gefällt. Sie sauge den Boden aus – in „Fruchtbare Erde“ dagegen opfert man der großen Buche nach jedem Gewitter, denn sie beschützt die Langhäuser vor Blitzen. Das alte Elternhaus hatte Andreas abgerissen und ein größeres neues gebaut. Die Landschaft hat sich auch verändert. Wo früher dichte Wälder standen, hat die Familie viele neue Äcker angelegt. Die Begrüßung durch seine Geschwister ist kurz. Ihre Fragen prasseln wild durcheinander auf Blauvogel ein, aber niemand will die Antworten hören. Seine Erlebnisse und Erfahrungen interessieren keinen.
Schon am nächsten Tag soll ein weiterer Streifen Wald gerodet werden und Blauvogel wird früh geweckt. Blauvogel ist die schwere Arbeit nicht gewöhnt und Andreas tadelt ihn immer wieder, wenn er nicht hart genug arbeitet. Ein familiäres Verhältnis will sich nicht einstellen. Die gefällten Bäume werden mit Hilfe von Tagelöhnern und Ochsen zusammen gezogen und verbrannt. Blauvogel verletzt sich in der Hektik. Die Quetschung seiner Hand ist nicht schlimm, er bedarf aber der Schonung.
Als Blauvogels jüngerer Bruder Peter altklug anmerkt, dass nichts besser düngt als die Asche der Bäume, antwortet Blauvogel weise: „Aber die Bäume sind tot.“ Damit drückt er seine Erkenntnis aus, dass hier eine Macht mit Axt und Feuer gegen etwas wütet, dass lange vor dieser Macht da war. Seine Brüder schauen auf, denn es liegt etwas Besonderes in der Stimme Blauvogels.
Am nächsten Tag kann Blauvogel mit seiner geschwollenen Hand nicht mitarbeiten, was Andreas verärgert. Blauvogel erfährt nun auch, dass Andreas seinen geliebten Hund Schnapp getötet hat, als dieser krank wurde. Sein Bruder wird für ihn zum Monster, und es würde Blauvogel nicht mehr wundern, wenn er unter den Verbrechern des Massakers beim Salzsieden gewesen wäre. Er vermisst auch die gemeinsamen Abende des Clans mit ihren Liedern und Spielen und er verabscheut die stetige Hektik seiner Familie. Am folgenden Tag besucht ihn der Gemeindepastor. Der ist entsetzt, als er erkennen muss, dass Blauvogel sich völlig den natürlichen Gottheiten der Irokesen hingibt und keinerlei Hang mehr zu vorgeblich christlichen und für ihn sinnlosen abstrakten Ritualen mehr hat. Der Pastor begreift nicht, wie tief Blauvogel in die für ihn inzwischen greifbare und reale Welt der indianischen Mythologie mit ihren naturverbundenen Gottheiten eingetaucht ist.
Da Blauvogel der Schonung bedarf, wird er zur Tante nach Bedford geschickt, denn der Besuch war ohnehin versprochen, und auf den Feldern kann Blauvogel mit seiner verletzten Hand vorerst ohnehin nicht arbeiten. In Bedford wird er von den anderen Kindern als Außenseiter, als Wilder, Gottloser, behandelt. Von der Tante hingegen bekommt er eine Liebe zu spüren, wie er sie nur von seinen indianischen Eltern kennt, zu welcher aber keines seiner Geschwister in der Lage war.
Als Andreas einige Wochen später nach ihm schickt, er solle wieder zurückkommen, weil er ihn als Arbeiter braucht, fasst er einen Entschluss. Er verabschiedet sich von seiner Tante und schließt sich einem Versorgungstreck an, der Bedford in Richtung Fort Pitt verlässt. Nach Fort Pitt folgt er dem Ohio bis zur Mündung des Biberflusses, an dem sein Heimatdorf liegt. Hier trifft er erstmals wieder auf Indianer, lenapische Jäger, und genießt deren Gastfreundschaft, als er sich ihnen entsprechend den indianischen Riten vorstellt. Dem Biberfluss folgt er zurück nach „Fruchtbare Erde“, wo er seine indianischen Eltern wiederfindet und zu seinem Clan zurückkehrt. Er wird freudig und herzlich begrüßt. Die kalte und hektische Welt der Weißen hat für ihn nichts mehr, was ihn zu ihr zurückziehen könnte.

## Ausgaben
- Anna Jürgen: Blauvogel. 13. Auflage. Kinderbuchverlag, Berlin 1963. Bei Beltz erschien der Roman in der 4. Auflage,[1] nachdem er auch bei Ravensburger bis zu 26 Auflagen erfuhr.[2]

## Auszeichnungen
Die Autorin erhielt 1950 den ersten Preis in einem Preisausschreiben des Ministeriums für Volksbildung der DDR zur Schaffung neuer Jugendliteratur.

## Verfilmungen
Das Buch diente auch als Vorlage für einen DEFA-Spielfilm von 1979 und eine ZDF-Serie von 1994, welche aber beide deutlich von der Handlung des Buches abweichen.